# Youichi Ui

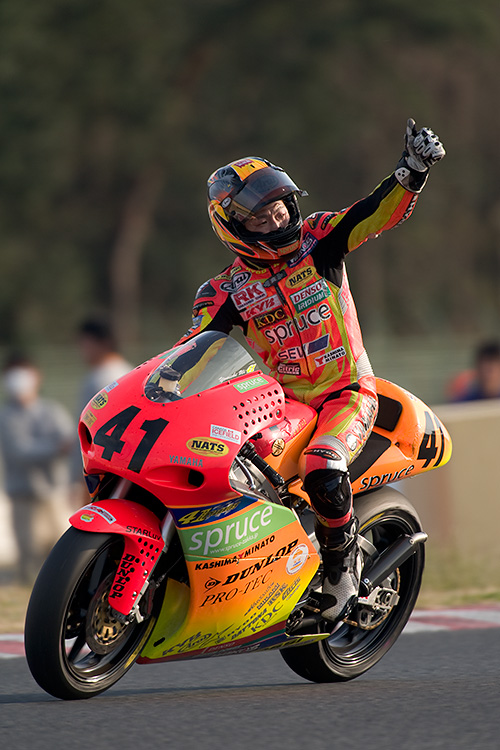
Youichi Ui in 2009.

Youichi Ui (Japans: 宇井 陽一, Ui Yōichi) (Chiba, 27 november 1972) is een Japans motorcoureur.
Ui debuteerde in 1995 in de 125cc-klasse van het wereldkampioenschap wegrace met een wildcard in zijn thuisrace op een Yamaha. In 1996 maakte hij zijn fulltime debuut en behaalde tijdens de Grand Prix van Catalonië zijn eerste pole position. In 1997 behaalde hij zijn eerste podiumplaats tijdens de Grand Prix van Rio de Janeiro. Nadat hij in 1998 in Groot-Brittannië op het podium stond, stapte hij in 1999 over naar een Derbi, waarop hij in Australië het podium behaalde. In 2000 kwam zijn grote doorbraak met overwinningen in Japan, Frankrijk, Nederland, Groot-Brittannië en Duitsland, waardoor hij achter Roberto Locatelli als tweede in het kampioenschap eindigde. Ook in 2001 kende hij een goed seizoen met overwinningen in Zuid-Afrika en Groot-Brittannië, voordat hij de laatste vier races in de Pacific, Australië, Maleisië en Rio de Janeiro allemaal won. Ondanks deze late opkomst eindigde hij opnieuw als tweede in het kampioenschap achter Manuel Poggiali. Hij evenaarde wel het record van Kenny Roberts uit 1983 als de coureur met de meeste overwinningen in een seizoen zonder kampioen te worden. In 2002 viel hij terug naar de middenmoot met enkel een podiumplaats in Italië. In 2003 begon hij het seizoen op een Aprilia en stapte na de Grand Prix van Tsjechië over naar een Gilera om Mike Di Meglio te vervangen. Het was zijn laatste volledige seizoen in het wereldkampioenschap, aangezien hij in 2004 op een Aprilia na negen races werd vervangen door Andrea Ballerini. Later dat seizoen maakte hij wel zijn MotoGP-debuut als vervanger van Chris Burns op een Harris WCM tijdens de Grands Prix van Japan, Qatar, Maleisië en Australië. In 2006 en 2007 reed hij zijn laatste twee races met een wildcard in zijn thuisrace op een Yamaha. Naast zijn carrière in het wereldkampioenschap werd hij in 1995 in de 125cc-klasse en in 2007 en 2009 in de 250cc-klasse kampioen in het All Japan Road Race Championship.